# Styloceras columnare
Styloceras columnare är en buxbomsväxtart som beskrevs av Müll. Arg. Styloceras columnare ingår i släktet Styloceras och familjen buxbomsväxter. Inga underarter finns listade i Catalogue of Life.